# BUX
De BUX is een Hongaarse aandelenindex.
De index is de belangrijkste graadmeter voor de koersontwikkeling van de Budapest Stock Exchange. De index is in 1991 van start gegaan met een startwaarde van 1000 punten. Een gerelateerde index is de BUMIX voor kleinere fondsen.

## Samenstelling
De index is supergeconcentreerd. Er zijn slechts drie grote bedrijven die tezamen zo'n 80% van de marktkapitalisatie van de index vormen. Dit zijn OTP Bank, MOL en Richter Gedeon.
Per 5 juni 2008 bestond de index uit de volgende aandelen:
- MOL (32,64%)
- OTP Bank (28,80%)
- Magyar Telekom (13,50%)
- Richter Gedeon (16,74%)
- FHB (1,99%)
- Egis (1,85%)
- Fotex (0,93%)
- Rába (0,70%)

- PannErgy (0,74%)
- Danubius (0,57%)
- ÉMÁSZ (0,49%)
- Állami Nyomda (0,30%)
- Synergon Informatika Nyrt. (0,27%)
- TVK (0,24%)
- econet.hu (0,15%)
- Phylaxia (0,09%)

## Koersontwikkeling
| Jaar | Stand einde jaar | Verandering in punten | Verandering in % |
| ---- | ---------------- | --------------------- | ---------------- |
| 1991 | 838,32           |                       |                  |
| 1995 | 1528,92          |                       |                  |
| 2000 | 7849,75          | −969,70               | −11,00           |
| 2001 | 7131,13          | −718,62               | −9,15            |
| 2002 | 7798,29          | 667,16                | 9,36             |
| 2003 | 9379,99          | 1581,70               | 20,28            |
| 2004 | 14.742,60        | 5362,61               | 57,17            |
| 2005 | 20.784,70        | 6042,10               | 40,98            |
| 2006 | 24.874,40        | 4089,70               | 19,68            |
| 2007 | 26.235,60        | 1361,20               | 5,47             |
| 2008 | 12.241,70        | −13.993,90            | −53,34           |
| 2009 | 21.227,00        | 8985,30               | 73,40            |
| 2010 | 21.327,07        | 100,07                | 0,47             |
| 2011 | 16.974,24        | −4352,83              | −20,41           |
| 2012 | 18.173,20        | 1198,96               | 7,06             |
| 2013 | 18.564,08        | 390,88                | 2,15             |
| 2014 | 16.634,00        | −1930,08              | −10,40           |
| 2015 | 23.920,65        | 7286,65               | 43,81            |
| 2016 | 32.003,05        | 8082,40               | 33,79            |
| 2017 | 39.377,31        | 7374,26               | 23,04            |
| 2018 | 39.138,95        | −238,36               | −0,61            |
| 2019 | 46.082,82        | 6943,87               | 17,74            |
| 2020 | 42.100,00        | −3982,80              | −8,64            |
| 2021 | 50.721,00        | 8621,00               | 20,48            |

 AEX ·  ATX ·  BEL 20 ·  BET-20 ·  BIRS ·  BUX ·  CAC 40 ·  CROBEX ·  DAX ·  FTSE 100 ·  FTSE MIB ·  IBEX ·  Iceland 15 ·  ISEQ ·  LuxX ·  OMX Copenhagen 20 ·  OMX Helsinki 25 ·  OMX Stockholm 30 ·  OBX ·  PSI ·  PX Index ·  SAX ·  SMI ·  WIG 20